# Arctosa schensiensis
Arctosa schensiensis este o specie de păianjeni din genul Arctosa, familia Lycosidae, descrisă de Schenkel, 1963. Conform Catalogue of Life specia Arctosa schensiensis nu are subspecii cunoscute.